# OCN (Республика Корея)
OCN («Orion Cinema Network») — южнокорейский кабельный телеканал, принадлежащий CJ E&M Media Content Division. В 2000-х годах стал самым просматриваемым телеканалом в Республике Корее, что побудило их создать широко известный англоязычный слоган «Корейский канал номер один». Поскольку проникновение кабельного телевидения в Южной Корее довольно велико, OCN является популярным киноресурсом.

## Наполнение
Ассортимент OCN представляет собой смесь фильмов, снятых несколько лет назад или раньше, транслируемых в дневное время, с более свежими фильмами в вечерние часы прайм-тайм. Также в эфире телеканала эпизоды популярных зарубежных телесериалов, в основном из США.